# Rifland
RIFLAND. Reiseabenteuer von heute war der Titel einer österreichischen Heftromanreihe, die 1950–1953 im Verlag Vettermann & Co. in Wien erschien. Die Reihe umfasste 24 Nummern sowie 2 Sondernummern und schilderte in der Ich-Form die Abenteuer des fiktiven Helden „Eldon Rifland“ in Südamerika.

## Titel der Heftreihe
1.	Zurück zum Amazonas 
2.	Estanzia Alcante 
3.	Das Abenteuer im Atlantic 
4.	Die große Expedition 
5.	Bei den Giftpfeil-Indianern der Selvas 
6.	Im Dschungel am Kulisehu 
7.	Rätsel um Verschollene 
8.	Unter den Kopfjägern des Xingu 
9.	Mit Tschi-schi nach Rio 
10.	Vor den Todes-Lagunen 
11.	Winnetou und die Huanakuna 
12.	Die letzte Stromschnelle 
13.	Die Yacht des Großen Gong 
14.	Cardonas Schatten 
15.	Auf der Suche nach Gloria 
16.	Im Sattel zur Kordillere 
17.	Bei den wilden Tehuelchen 
18.	Das Tal der Araukaner 
19.	Auf der Flucht nach Amahua 
20.	Rätselvolle Spuren 
21.	Flug zum Amazonas 
22.	Das Haus an der Lagune 
23.	Im Reiche der Berglöwen 
24.	Das Gesicht der Korsa 
Die Bände 21 und 22 waren, wie in Nr. 21 erklärt wird, ursprünglich nicht geplant und wurden erst nachträglich in die Reihe eingefügt, was auch an der reduzierten Farbgebung der Titelbilder zu erkennen ist.

## Sonderhefte
1.	Begegnungen mit Tieren der Dschungel 
2.	Vom Schiffsjungen zum Weltreisenden

## Autor
Laut dem Online-Katalog der Deutschen Nationalbibliothek verbirgt sich hinter dem Pseudonym Rifland ein gewisser Egon Schott-Steiner, über den darüber hinaus nichts bekannt ist.  

## Inhalt
Der souveräne und allwissende Ich-Erzähler steht unverkennbar in der Tradition der Indianer-Erzählungen Karl Mays, auf die auch im Titel von Band 11, „Winnetou und die Huanakuna“ angespielt wird. Charakteristisch ist der Beginn des Buches „Vom Kongo zum Amazonas“, das 1954 unter dem Pseudonym E. S. Rifland im Rifland-Verlag, Wien-Hamburg-Zürich erschien und als Beginn einer Buchreihe deklariert wurde („Rifland-Reihe Nr. 1“), aber ohne Nachfolger blieb. Der Held nimmt darin unter einem Pseudonym an einem Wettbewerb zum Auffinden eines „neuen Rifland“ teil und schlägt alle Konkurrenten haushoch aus dem Felde, womit die Einzigartigkeit des echten Rifland bekräftigt wird.